# Kienberg (Bernbeuren)
Kienberg ist ein Gemeindeteil der Gemeinde Bernbeuren im Landkreis Weilheim-Schongau (Oberbayern, Bayern).
Der Weiler liegt circa drei Kilometer nördlich von Bernbeuren und ist über die Kreisstraße WM 2 zu erreichen.

## Baudenkmäler
Siehe auch: Liste der Baudenkmäler in Bernbeuren#Andere Ortsteile
- Kapelle St. Michael, erbaut um 1730